# Выборы президента Молдовы (2005)
Очередные президентские выборы в Молдавии состоялись 4 апреля 2005 года. Это были вторые выборы главы государства, прошедшие после внесения в 2000 году изменений в Конституцию страны, в соответствии с которыми Президент республики избирался посредством голосования депутатов Парламента и действовавшие до 4 марта 2016 года.
Хотя на парламентских выборах в марте правящая Партия коммунистов Республики Молдова смогла одержать победу с результатом 46,1 %, что дало ей 56 мандат (из 101), она уже (в отличие от выборов 2001 года) не могла избрать главу государства только своими голосами (для чего требовался 61 мандат), хотя у неё было достаточно мест для единоличного формирования нового правительства (51 голос). Это вынудило коммунистов искать поддержки со стороны прошедших в парламент правых партий.
Во время своего первого срока, президент Молдавии Владимир Воронин придерживался, в целом, пророссийской позиции (хотя не выполнил ни одного предвыборного обещания, связанного с интеграцией в Союзное государство, статусом Приднестровья, федерализации страны и русского языка). Перед президентскими выборами, ПКРМ резко изменила свои программные положения в русле интеграции страны с ЕС и НАТО. (также партия вступила в ПЕЛ, оставаясь при этом и членом СКП — КПСС).
Это привело к расколу в оппозиционном блоке «Демократическая Молдова» — из него вышли ХДНП, ДПМ и СЛП, которые поддержали кандидатуру Воронина на второй срок. Остальные партии блока, во главе с примаром Кишинёва Серафимом Урекяном, образовали альянс «Наша Молдова», у которого, однако, оставалось только 26 мест.
Голосование состоялось 4 апреля и было бойкотировано представителями альянса «Наша Молдова» (18 депутатов блока присутствовали, но не голосовали, и 5 депутатов отсутствовали). Владимир Воронин голосами депутатов от ПКРМ (56), ХДНП (11), ДПМ (8) и СЛП (3) был переизбран президентом на второй срок, получив 75 голосов. Чтобы выборы не были безальтернативными, ПКРМ выдвинула техническую кандидатуру президента Академии наук Молдавии Георгия Дуку, который получил 1 голос. Ещё 2 голоса были признаны недействительными.
Оппозиция пыталась организовать протесты в центре Кишинёва, но не добилась успеха.